# Wallacea

Wallacea designa as ilhas e os fundos marinhos situados na zona em vermelho. Para leste e sul dessa área, a placa Sahul; já na fronteira ocidental e norte, a placa de Sonda. A linha azul corresponde à linha de Weber.

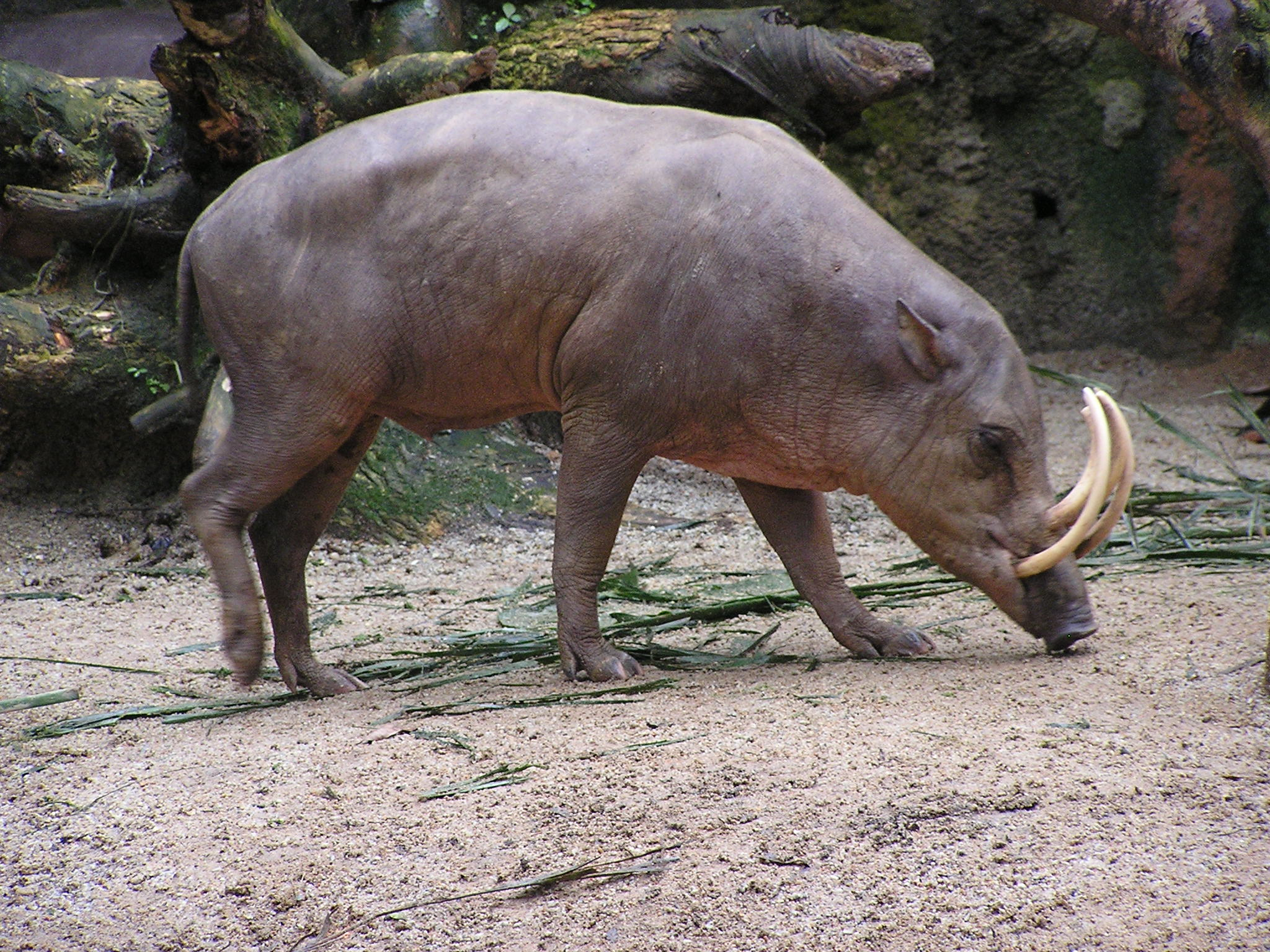
Babirusa, mamífero endêmico da Wallacea.

Wallacea ou, em português, Wallaceia é a denominação biogeográfica de uma região da Indonésia composta por vários grupos de ilhas e os fundos marinhos que as rodeiam. Constitui uma zona intermédia entre a Ásia e a Oceania, das quais está separada por duas profundas fossas marinhas marcadas pela linha de Wallace e a linha de Lydekker.

## Características

### Abrangência territorial
As ilhas da Wallacea estendem-se entre a placa de Sonda (extensão do sudeste asiático que compreende a península malaia, Samatra, Bornéu, Java e Bali) a oeste e a plataforma Sahul (Austrália, Nova Guiné e as ilhas Aru) a leste e sudeste.
A extensão terrestre da Wallacea cobre 338 494 km² Segundo dados da "Conservation International" e inclui a maior parte das ilhas menores de Sonda (Nusa Tenggara em indonésio) como Lombok, Sumbawa, Komodo, Flores e Sumba; Timor; Célebes; as ilhas Molucas do Norte (Maluku Utara) com a ilha de Halmahera; e as Molucas (Maluku) excetuando as ilhas Aru que pertencem à placa de Sahul (Australásia).

### Biodiversidade
A Wallacea é uma das regiões de maior biodiversidade do mundo e uma das que contam com mais espécies endémicas zoológicas e botânicas. Está também gravemente ameaçada pela atividade humana, pelo que tem sido identificada pela organização Conservation International como um dos 32 "pontos quentes da biodiversidade" (hotspots) existentes no mundo. A equipe de pesquisa descobriu em 2020 cinco espécies de aves e cinco subespécies novas para a ciência. Os resultados sugerem que a exploração moderna para encontrar diversidade de espécies não descrita pode ser direcionada para áreas de alta promessa.
São endêmicos da região o loriquito-ornado, o anoa e o babirusa, entre outros.